# Gertrud von Le Fort
Freiin Gertrud Augusta Lina Elsbeth Matilde Petrea von Le Fort (Minden, 11 de octubre de 1876 en - Oberstdorf, 1 de noviembre de 1971) fue una escritora alemana. También utilizó los seudónimos Gerta von Stark y Petrea Vallerin.

## Biografía
Nació en una familia protestante; tras la muerte de su padre -un oficial prusiano que se había ocupado personalmente de la educación de su hija- hizo algunos viajes. Uno de ellos, a Roma, en 1907, fue decisivo para su biografía. A partir de 1908, estudió en Heidelberg, Marburg y Berlín Teología protestante, Historia y Filosofía, entre otros con el filósofo de la religión Ernst Troeltsch, cuyo libro Glaubenslehre (1925) editó póstumamente, basándose, entre otras cosas, en sus propios apuntes de clase. En sus estudios de filosofía de la religión buscaba aclarar sus dudas. En 1924 publicó su ciclo poético Hymnen an die Kirche (Himnos a la Iglesia) y en 1926 se convirtió en Roma al Catolicismo. Fue una de las más destacadas escritoras católicas del siglo XX; estuvo en relación con Paul Claudel, Hermann Hesse, Reinhold Schneider y Carl Zuckmayer, entre otros. Su obra más conocida es Das Schweißtuch der Veronika (El velo de la Verónica), publicado en 1928; otra obra importante es El papa del Ghetto.

## La novela sobre las carmelitas deCompiègne
En Die Letzte am Schafott (La última del patíbulo o La última del cadalso), de 1932, trata la historia de las monjas carmelitas ajusticiadas durante la Revolución francesa. Georges Bernanos trasladó esta novela al drama con el título de Dialogues des Carmélites (Diálogos de carmelitas; se estrenó en 1952, tras la muerte del autor), obra a partir de la cual Francis Poulenc compuso una ópera de nombre muy similar: Les dialogues des carmelites, estrenada en 1957. La historia de von le Fort recoge, aunque modificados, hechos históricos acaecidos en un convento de carmelitas en Compiègne durante la Revolución francesa, que acabaron con la ejecución de las monjas, guillotinadas en lo que hoy se llama Place Nation durante el periodo del Terror.

### La historia de las carmelitas de Compiègne
Gertrud von le Fort se inspiró en La Relation du martyre des seize carmélites de Compiègne, manuscrito de Sœur Marie de l'Incarnation (Françoise-Geneviève Philippe, 1761-1836), única superviviente del convento. Las monjas fueron ejecutadas en 1794 por negarse a renunciar a sus votos monásticos. 
Ofrecieron sus vidas para obtener el fin de las masacres y la paz para la Iglesia y el Estado. Fueron llevadas de Compiègne a París, donde fueron juzgadas bajo la acusación de "maquinar contra la República". Murieron en la guillotina el 17 de julio de 1794 en la plaza de Trône-Renversé (actualmente Place de la Nation en París). Fueron enterradas en fosas comunes en el cementerio de Picpus. El Papa Pío X las beatificó el 17 de mayo de 1906.
Las 16 religiosas, bajo la dirección de su madre superiora, Madre Thérèse de Saint-Augustin (Madeleine-Claudine Lidoine), tomaron el camino de la guillotina. A lo largo de todo el camino que les conducía a la ejecución iban cantando. Envueltas en sus mantos blancos, descendieron de los carros, se arrodillaron y entonaron el Veni, Creator Spiritus. Los ayudantes de Charles-Henri Sanson eligieron a la primera: Sor Sœur Constance de Jésus. Era la más joven de entre ellas, una novicia. Hizo una genuflexión ante la madre superiora, pidiendo permiso para morir; al subir al patíbulo entonó el Laudate Dominum (salmo 116, cantado desde la fundación del Carmelo, con el simbolismo de fundar en el Cielo una nueva comunidad). Siguieron las otras 15 carmelitas, siendo la última la madre superiora. Los cantos de las religiosas mientras subían al patíbulo impresionaron profundamente a la masa que asistía a la ejecución.

### Las 16 carmelitas
- Sœur Saint Louis (Marie-Anne Brideau, 41 años).
- Sœur Euphrasie de l’Immaculée Conception (Marie Claude Cyprienne Brard, 57 años).
- Sœur Julie-Louise de Jésus (Rose Chrétien de Neuville, 53 años).
- Sœur Ste Marthe (Marie Dufour, 51 años).
- Sœur Constance de Jésus (Marie-Geneviève Meunier, 28 años) (novicia).
- Sœur Marie-Henriette de la Providence (Anne Pelras, 34 años).
- Sœur de Jésus Crucifié (Marie-Anne Piedcourt, 79 años).
- Sœur Marie du Saint-Esprit (Angélique Roussel, 52 años).
- Mère Thérèse de St. Augustin (Madeleine Claudine Lidoine, 41 años).
- Sœur Thérèse de St. Ignace (Marie Gabrielle Trézel, 51 años).
- Sœur Charlotte de la Résurrection (Anne Marie Madeleine Françoise Thouret, 79 años).
- Sœur St. François-Xavier (Juliette Verolot, 30 años).
- Sœur Thérèse du Cœur de Marie (Marie-Antoinette Hanisset, 52 años).
- Sœur Catherine (Catherine Soiron, 52 años) (tornera) (no era religiosa, sino "mandadera").
- Sœur Thérèse (Thérèse Soiron, 43 años) (tornera) (no era religiosa, sino "mandadera").
- Mère Henriette de Jésus (Marie Françoise Gabrielle de Croissy, 49 años).

## Obras
- El velo de Verónica, Encuentro, Madrid, 1998 ISBN 978-84-7490-499-4
- La corona de los Ángeles, Encuentro, Madrid, 1998 ISBN 978-84-7490-501-4
- Himnos a la Iglesia, Encuentro, Madrid, 1995 ISBN 978-84-7490-357-7
- La mujer eterna, Rialp, Madrid, 1965 ISBN 978-84-321-0910-2
- La última del cadalso, Encuentro, Madrid, 2009 ISBN 978-84-7490-957-9

- Edición crítica de los manuscritos originales, con comentario y notas de William Bush, París, Cerf, 1993.